# 1903 a légi közlekedésben
Ez a lista az 1903-as év légi közlekedéssel kapcsolatos eseményeit tartalmazza.

## Események

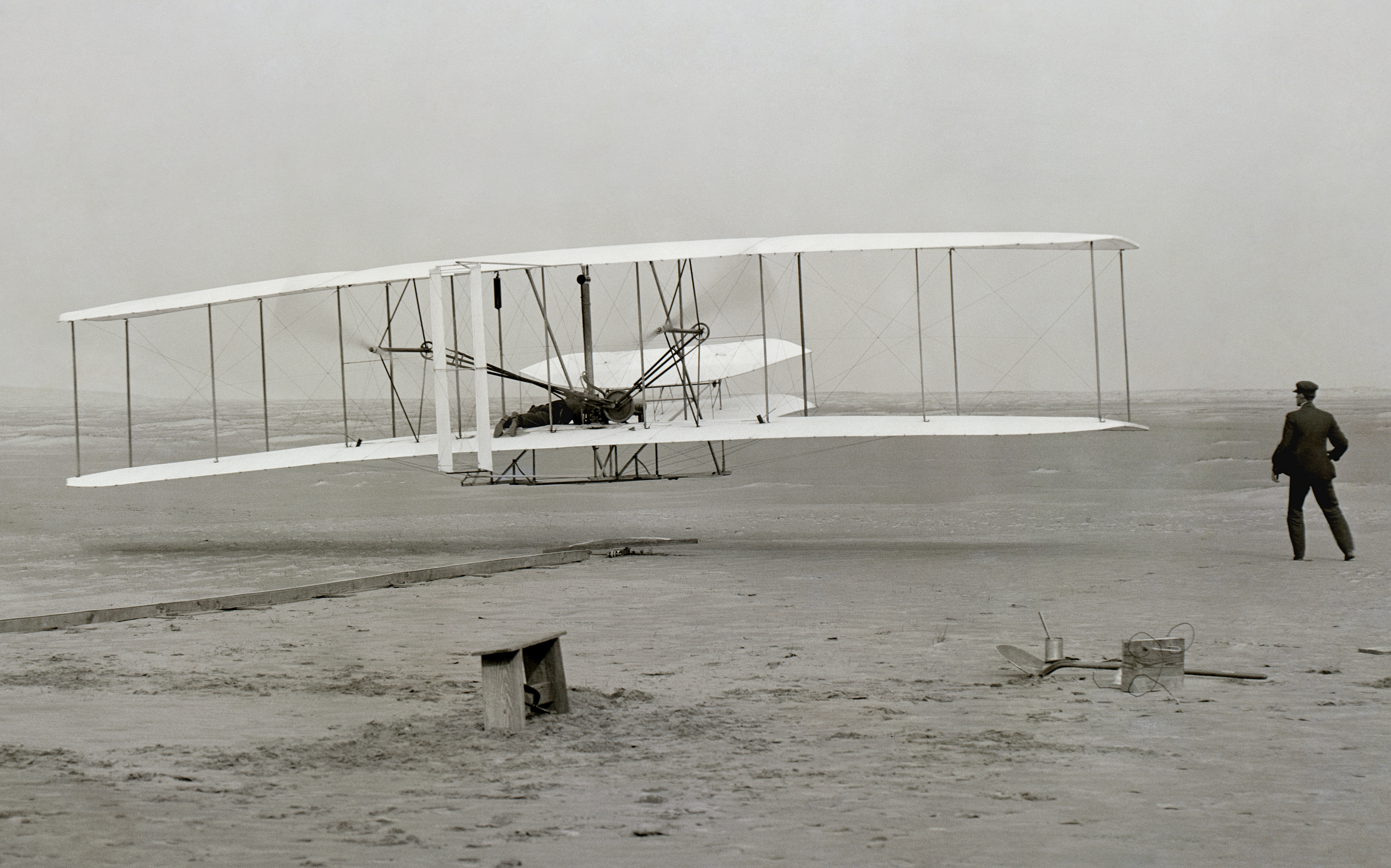
Az első motoros repülés

### December
- december 17. – A Wright fivérek először szálnak fel Flyer I repülőgépükkel Kitty Hawk-i Kill Devil Hill-en.[1]

## Első felszállások

### December
- december 17. – Wright Flyer I